# Jen-Ho Tseng
Jen-Ho Tseng (né le 3 octobre 1994 à Long Beach, Taïwan) est un lanceur droitier des Cubs de Chicago de la Ligue majeure de baseball.

## Carrière
Jen-Ho Tseng est remarqué au Championnat du monde de baseball 18 ans et moins à Séoul en 2012, lorsqu'il aide l'équipe de Taïwan à gagner la médaille de bronze : durant la compétition, il réussit 22 retraits sur des prises contre seulement deux buts sur balles alloués en 21 manches lancées et maintient une moyenne de points mérités de 0,84.
À l'âge de 18 ans, il participe à la Classique mondiale de baseball 2013 avec Taïwan.
Tseng signe un contrat avec les Cubs de Chicago en août 2013, et reçoit une prime à la signature de 1,625 million de dollars US. Il rejoint un premier club de ligues mineures affilié aux Cubs en 2014.
Il fait ses débuts dans le baseball majeur le 14 septembre 2017 comme lanceur partant des Cubs de Chicago face aux Mets de New York.